# Nagy oxigenizációs esemény

Az O_{2} felhalmozódása a Föld légkörében. A piros illetve a zöld vonalak a becslések szélsőértékeit jelölik; az időtengely léptéke egymilliárd év (Ga).
1. szakasz (3,85–2,45 Ga): a légkörben gyakorlatilag nincs O_{2}.
2. szakasz (2,45–1,85 Ga): elkezdődik az O_{2}-termelődés, de az óceánok vize és a tengerfenék kőzete elnyeli a gázt.
3. szakasz (1,85–0,85 Ga): az O_{2} gáz formában kilép az óceánból, de a szárazföldön megkötődik illetve egy része hozzájárul az ózonréteg kialakulásához.
4. és 5. szakasz (0,85–0,54 Ga) és (0,54 Ga – napjainkig): az O_{2} gáz felhalmozódása.

A nagy oxigenizációs esemény (Great Oxygenation Event, GOE), más néven oxigénkatasztrófa vagy oxigénkrízis, a paleoproterozoikum földtörténeti idő során, körülbelül 2,4 milliárd évvel ezelőtt történt drasztikus környezeti változás volt, melynek során jelentősen megnőtt a Föld légkörének molekuláris oxigéntartalma (O2).
A neoarchaikum időben (2,8–2,5 milliárd évvel ezelőtt) megjelentek azok az aerob fotoszintetizáló élőlények, melyek számára az oxigén nem volt többé toxikus anyagcsere-melléktermék (a korábban létező szervezeteknek ugyanis az anaerob körülmények kedveztek). Ezek legnagyobbrészt cianobaktériumok lehettek. Az oxigénkatasztrófáig eltelő több százmillió év alatt és utána is folyamatosan termelték az oxigént. A különbség az volt, hogy míg korábban a vas(II)-oxid (FeO) és különböző szerves anyagok biztosították a szabad oxigén folyamatos megkötését, körülbelül 2,4 milliárd évvel ezelőttig ezen ásványok telítődtek és nem voltak képesek több oxigént megkötni. Ezzel megkezdődhetett az oxigén felgyülemlése a légkörben.
Az egyre növekvő oxigénszint az anaerob életformák nagy arányú kihalását okozhatta, ezért ez lehetett minden idők egyik legnagyobb kihalási eseménye (innen az „oxigénkatasztrófa” elnevezés).

## Külső hivatkozások
- NewScientist.com – First breath: Earth's billion-year struggle for oxygen

## Fordítás
- Ez a szócikk részben vagy egészben  a   Great Oxygenation Event című angol Wikipédia-szócikk fordításán alapul.  Az eredeti cikk szerkesztőit annak laptörténete sorolja fel. Ez a jelzés csupán a megfogalmazás eredetét és a szerzői jogokat jelzi, nem szolgál a cikkben szereplő információk forrásmegjelöléseként.